# Indira Gandhi
Indira Priyadarshini Gandhi (hindi इन्दिरा प्रियदर्शिनी गान्धी; ur. 19 listopada 1917 w Allahabadzie, zm. 31 października 1984 w Delhi) – indyjska polityk, premier Indii w latach 1966–1977 oraz 1980–1984. Trzecia w historii premier Indii i centralna postać Indyjskiego Kongresu Ludowego, jest drugą co do długości piastującą urząd premiera Indii i jedyną kobietą sprawującą funkcję premiera w Indiach. Została zamordowana przez sikhijskich fundamentalistów w odwecie za rządową operację Niebieskiej Gwiazdy.

## Życiorys

### Wczesne lata

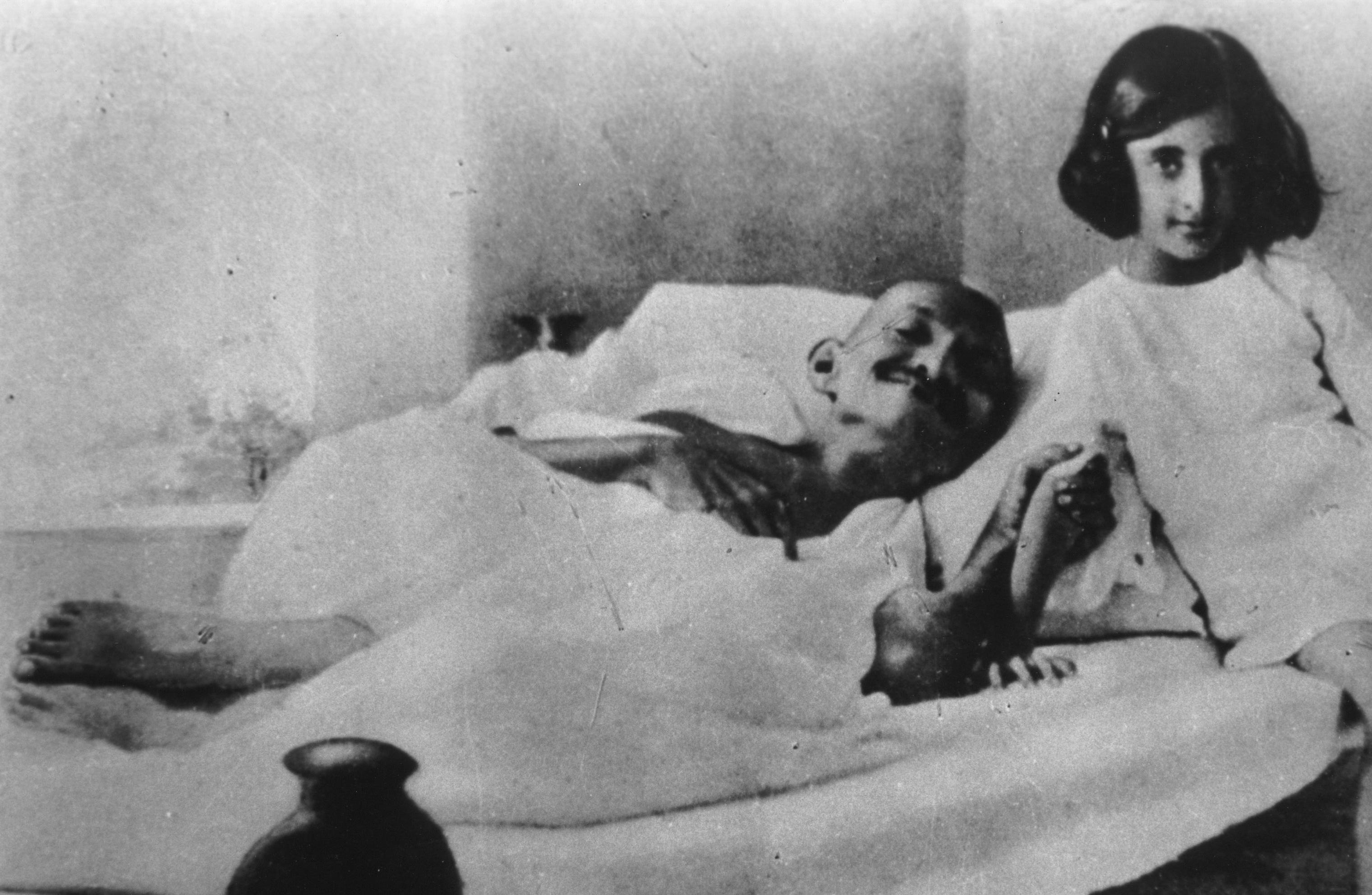
Młoda Indira Gandhi i Mahatma Gandhi w 1924 roku

Urodziła się w 19 listopada 1917 roku w Allahabadzie. Była jedynym dzieckiem Jawaharlala Nehru (jej młodszy brat zmarł), pierwszego premiera Indii i jednego z czołowych postaci indyjskiego ruchu niepodległościowego. Dorastała z matką Kamalą Nehru w Anand Bhavan osiedlu Allahabadu. Miała nieszczęśliwe i samotne dzieciństwo, jej ojciec za działalność niepodległościową trafiał do więzienia, a jej matka pomagała obłożnie chorym, sama wcześnie umierając na gruźlicę, z ojcem utrzymywała kontakt głównie poprzez korespondencję. Była uczona głównie w domu, a do szkoły do czasu matury w 1934 roku chodziła sporadycznie. Po maturze poszła na studia na Viswa Bharati University w Kalkucie. Kilka lat później Nehru opuściła uczelnię i wyjechała do chorej matki przebywającej w Europie. Kontynuowała edukację na Uniwersytecie w Oksfordzie, a po śmierci matki na krótko uczęszczała do Szkoły Badminot i Somerville College. Po inwazji III Rzeszy na kraje ościenne Indira próbowała wrócić ze Szwajcarii w której ówcześnie przebywała, do Anglii poprzez Portugalię. W 1938 dołączyła do Indyjskiego Kongresu Narodowego. Do Anglii ponownie trafiła na początku 1941 roku, a stamtąd powróciła do Indii bez ukończenia studiów w Oksfordzie. Uczelnia przyznała jej jednak w późniejszym okresie dyplom honorowy, a w 2010 roku pośmiertnie uhonorowała ją jedną z dziesięciu Oxasians – tytułem dla znanych azjatyckich absolwentów Uniwersytetu.
W czasie pobytu w Wielkiej Brytanii młoda Indira poznała męża Feroze Gandhiego, wówczas studenta London School of Economics. Ślub odbył się w Allahabadzie. W 1942 roku oboje zostali aresztowani przez Brytyjczyków na 13 miesięcy. W 1950 roku Gandhi nieoficjalne służyła ojcu jako osobisty asystent w czasie jego kadencji premiera. W 1955 roku została wybrana do władz Kongresu. Kiedy umarł jej ojciec w 1964, naciskano na nią, by rozpoczęła karierę polityczną. Wybrano ją do parlamentu z ramienia Indyjskiego Kongresu Narodowego. Następnie została ministrem w gabinecie Lal Bahadur Shastriego. Kiedy Shastri zmarł w czasie pełnienia obowiązków w 1966, Indira została przywódczynią partii, jak również premier Indii.

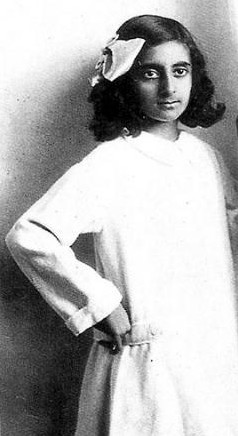
Indira Nehru w 1930 roku

### Jako premier
Premierem Indii została w 1966 roku. Kongres podzielił się wtedy na dwie frakcje socjalistów skupionych wokół Gandhi oraz bardziej konserwatywnych działaczy skupionych wokół Morarji Desai. Tarcia wewnątrz Kongresu spowodowały w wyborach w 1967 roku utratę 60 miejsc w 545-osobowym Lok Sabha. W 1969 roku po sporach z Desai Kongres uległ rozłamowi, a Gandhi utworzyła nową partię. Jej rząd popierany był przez partie socjalistyczne i komunistyczne. Istniał przez dwa lata, a w czasie jego trwania, w lipcu 1969 roku, udało się mu znacjonalizować banki. W 1971 roku Gandhi została ponownie wybrana. Wygrana wojna z Pakistanem w grudniu tego samego roku wzmocniła pozycję jej rządu, a indyjska interwencja we Wschodnim Bengalu pozwoliła miejscowym separatystom na ukoronowanie 9-miesięcznej wojny o niepodległość powstaniem niepodległej republiki Bangladeszu.

### Polityka zagraniczna

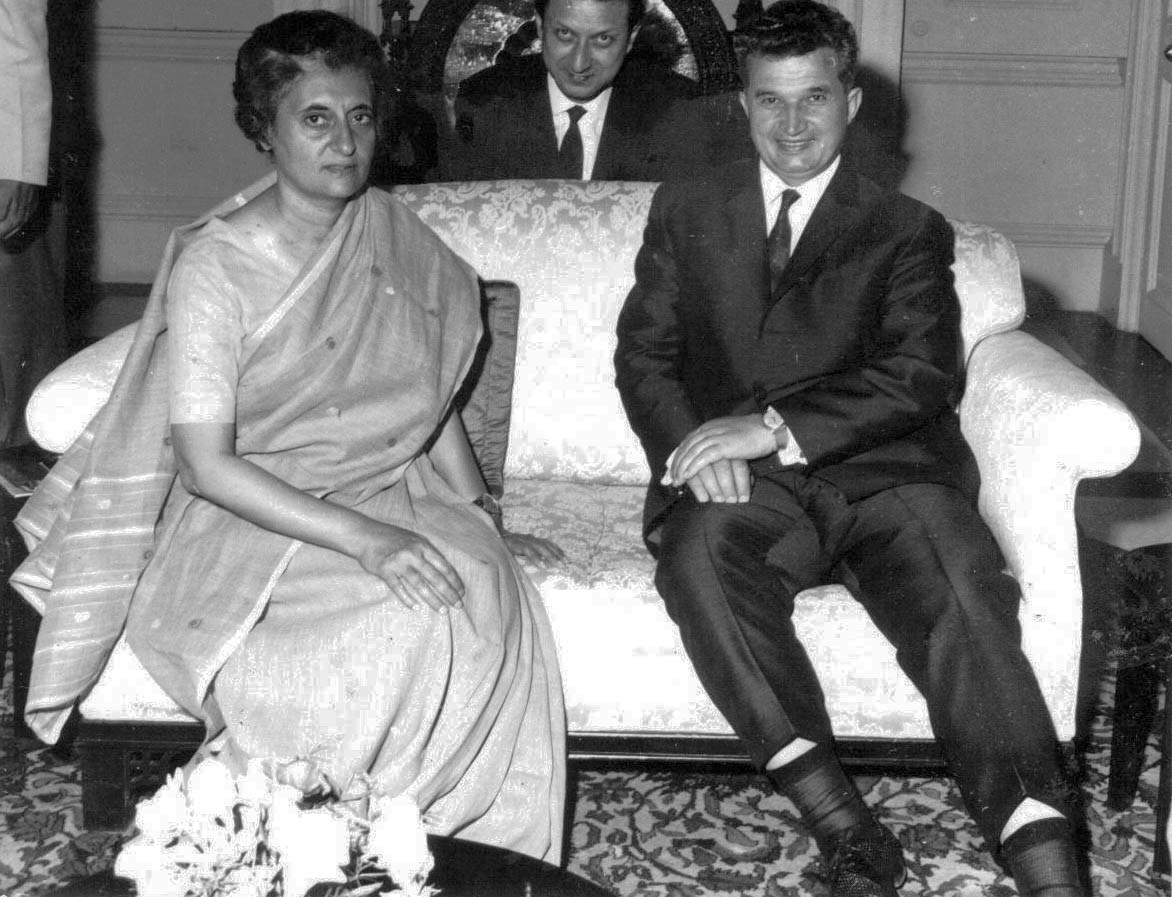
Gandhi i przywódca Rumunii Nicolae Ceaușescu

#### Azja południowa
W 1971 roku interweniowała w wojnie domowej w Pakistanie, udzielając poparcia Pakistanowi Wschodniemu. Indie w wyniku konfliktu stały się regionalnym hegemonem w Azji Południowej. W czasie wojny USA poparły Pakistan, a Indie poparł Związek Radziecki. Prezydent USA Richard Nixon nie lubił Gandhi i w prywatnej korespondencji z sekretarzem stanu Henrym Kissingerem określał ją jako „czarownicę” i „sprytnego lisa”. Stosunki z USA pogorszyły się po tym jak ZSRR udzielił poparcia Indiom w czasie wojny z Pakistanem. Państwo to stało się partnerem handlowym oraz dostawcą broni dla walczących Indii.
Wzmocnienie pozycji Indii na arenie międzynarodowej realizowane było poprzez „Doktrynę Indiry” polegającą na próbach doprowadzenia Himalajów w sferę wpływów Indii. Bhutan i Nepal utrzymywały z Indiami przyjacielskie stosunki, w 1975 roku Sikkim został włączony w skład Indii co zostało potępione przez Chińską Republikę Ludową.
Zawiązała przyjacielskie więzi z Bangladeszem (dawniej Pakistanem Wschodnim) który wsparła w wojnie wyzwoleńczej. Premier niepodległego Bangladeszu Sheikh Mujibur Rahman uznał Gandhi za jedną z twórczyń niepodległego państwa. Proindyjskie sympatie Sheikha Mujiba naraziły go jednak na widmo wojskowego zamachu stanu. W 1975 roku Mujibur Rahman został zamordowany w wojskowym zamachu stanu, a w Bangladeszu powstał islamski reżim wojskowy który zdystansował się od Indii. Związki Indii z reżimem wojskowym były napięte, Bangladesz zarzucał Gandhi rzekome wspierane antyislamistycznej lewicowej partyzantki na terenie Bangladeszu. W późniejszym okresie nie doszło do poprawienia relacji między reżimem wojskowym a rządem Indii jednak sytuacja uległa normalizacji choć zdarzały się drobne spory graniczne. W 2011 roku rząd Bangladeszu przyznał Gandhi najważniejszą nagrodę państwową za jej wybitny wkład w niepodległość kraju.
Podejście Gandhi do polityki etnicznej rządu Sri Lanki było początkowo przychylne, Gandhi darzyła sympatią premier Sirimavo Bandaranaike. W 1974 roku Indie oddały Sri Lance małą wysepkę Kachchatheevu w celu ratowania socjalistycznego rządu Bandaranaike od politycznej katastrofy. Stosunki ze Sri Lanką pogorszyły się po przejęciu władzy przez centroprawicowego Junius Jayewardena, które Gandhi uważała za zbyt uległego wobec państw zachodnich. Jayewardene oskarżył Gandhi o rzekome wspieranie bojowników niepodległościowych z ugrupowania Tamilskich Tygrysów, a w 1980 roku rząd Indii wywołał presję nad rządem Sri Lanki aby zaprzestał oskarżeń. Gandhi odrzuciła żądania inwazji na Cejlon których domagano się po tak zwanym czarnym lipcu 1983 roku. Na Cejlonie doszło wówczas do serii antytamilskich pogromów. Gandhi złożyła wówczas oświadczenie podkreślając, że szanuje integralność terytorialną Sri Lanki jednak Indie nie mogą pozostać ciche wobec pogromów mających miejsce na wyspie.
Relację Indii z Pakistanem po porozumienia w Shumla w 1972 pozostały napięte. Przywódca Pakistanu Zulfikar Ali Bhutto uznał detonację urządzenia jądrowego na Pokhran w 1974 roku jako próbę zastraszenia Pakistanu przez Indie. Jednak już w maju 1976 roku Gandhi i Bhutto zgodzili się na ponowne otworzenie placówek dyplomatycznych i normalizację stosunków. Sytuacja zmieniła się po 1978 roku gdy do władzy doszedł generał Muhammad Zia ul-Haq. Gandhi oskarżyła dyktatora o wspieranie islamskich bojowników w Pendżabie. Wojska indyjskie w 1984 roku podjęły operację Meghdoot oraz zwyciężyły w konflikcie w Siachen.

#### Bliski Wschód

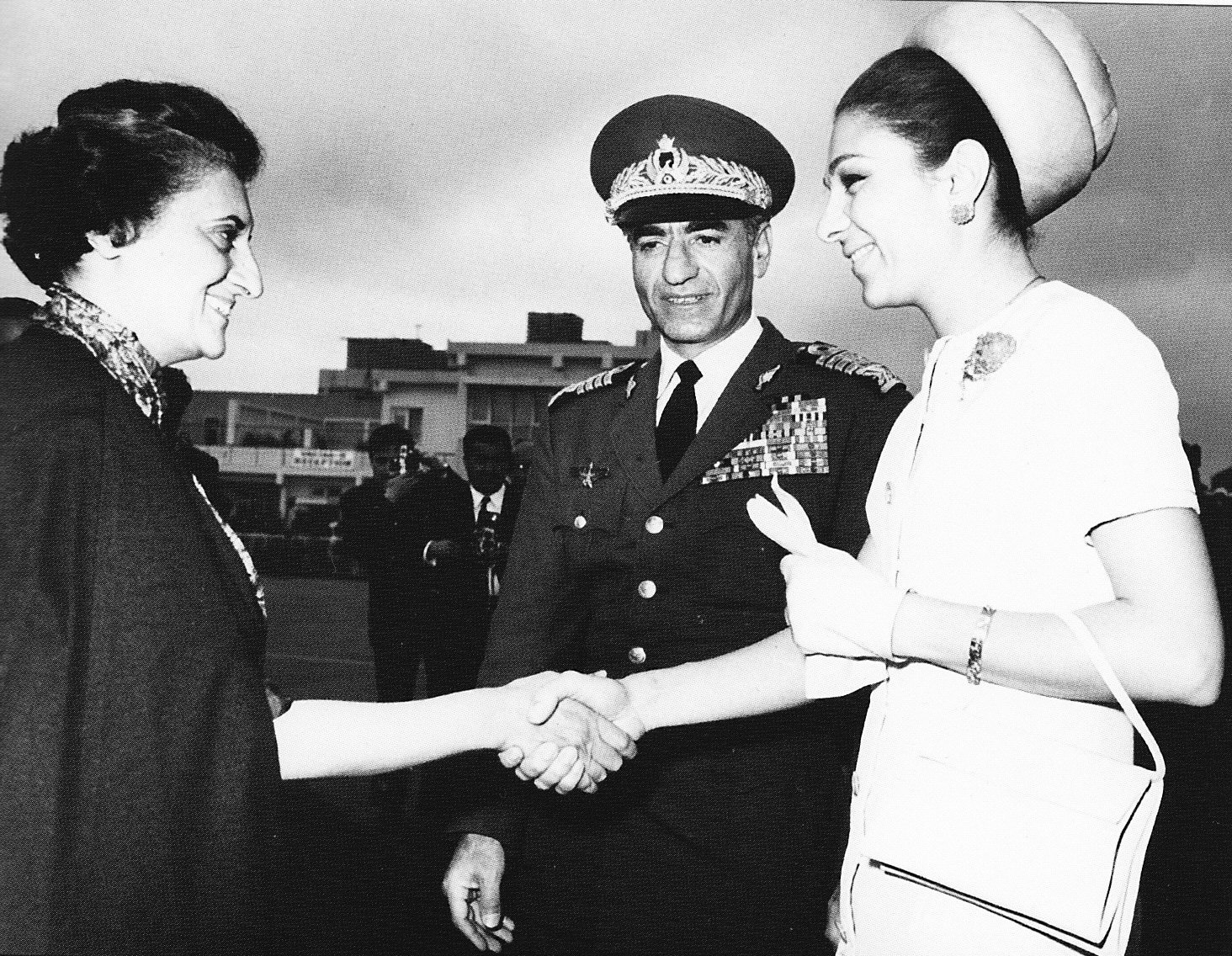
Indira Gandhi z szachem Persji Mohammadem Rezą Pahlawim i jego żoną Farahą Pahlawi w 1970 roku

W konflikcie arabsko-izraelskim Gandhi pozostawała zwolenniczką niepodległościowych aspiracji Palestyńczyków i była krytyczna wobec dyplomacji państw Bliskiego Wschodu sponsorowanych przez USA. Przez rząd Indii Izrael był postrzegany jako państwo wyznaniowe co miało być analogiczne do rywala Indii, Pakistanu. Indyjscy dyplomaci mieli również nadzieje na przekonanie państw arabskich do zwalczania wpływów pakistańskich w Kaszmirze. Gandhi w latach 60. utworzyła kanał tajnych rozmów i pomocy z Izraelem. Jej porucznik Narasimha Rao, późniejszy premier w 1992 roku zatwierdził pełne stosunki dyplomatyczne z Izraelem.
Proarabska polityka uzyskała mieszany sukces. Ustanowienie bliskich więzi z socjalistycznymi i świeckimi reżimami partii Baas w pewnym stopniu zneutralizowały pakistańską propagandę skierowaną przeciwko Indiom. Wojna indyjsko-pakistańska z 1971 roku umieściła państwa arabskie i muzułmańskie Bliskiego Wschodu przed dylematem które z państw poprzeć, obydwa kraje utrzymywały z państwami arabskimi przyjazne stosunki. Postępowe rządy w Egipcie, Syrii i Algierii pozostały neutralne, proamerykańskie konserwatywne monarchie w Jordanii, Arabii Saudyjskiej, Kuwejcie i Zjednoczonych Emiratach Arabskich otwarcie poparły Pakistan. Neutralność Egiptu przeraziła Hindusów którzy oczekiwali ściślejszej współpracy arabsko-indyjskiej. Śmierć Gamala Abdela Nasera w 1970 roku i przejęcie władzy przez prozachodniego as-Sadata spowodowała pogorszenie stosunków Egiptu z Moskwą i zawiązanie przyjaźni z Rijadem spowodowało jeszcze większą neutralność tego państwa. Gandhi odrzucała możliwość współpracy z Mu’ammarem al-Kadafim – libijski pułkownik pozostawał zgodny z arabskimi monarchami w przekonaniu, że interwencja Indii w Pakistanie Wschodnim była atakiem na islam.
Wojna z 1971 roku stała się przeszkodą w stosunkach indo-irańskich. Iran już wojnę z 1965 roku potępił jako agresję indyjską, polityka Gandhi wobec Moskwy i udział w wojnie domowej w Pakistanie postrzegane były przez szacha jako koalicja antyirańska z udziałem Indii, Iraku i ZSRR. Szach Iranu starał się jednak od 1969 roku o zbliżenie z Indiami, aby zapewnić wsparcie indyjskie w polityce Zatoki Perskiej. Szach obawiał się polepszenia stosunków krajów Zatoki Perskiej z Pakistanem i rosnącym wpływom islamizmu w społeczeństwie Pakistanu. W latach 70. wzrosła współpraca ekonomiczna i militarna między krajami. W wyniku porozumienia z 1974 roku Iran dostarczał do Indii prawie 75% zapotrzebowania ropy. Gandhi ceniła szacha za lekceważenie w dyplomacji panislamizu.

#### Pacyfik
Jednym z najważniejszych wydarzeń Azji Południowo-Wschodniej w okresie premierostwa Gandhi było utworzenie w 1967 roku Stowarzyszenia Narodów Azji Południowo-Wschodniej (ASEAN). Indie postrzegały ASEAN jako proamerykańską, a stosunki między Indiami a ASEAN były w dużej mierze zależne od okresu, ASEAN była nie zadowolona z poparcia przez Gandhi Vietcongu oraz dobrych stosunków Indii z ZSRR. ASEAN obawiał się polityki indyjskiej względem Pakistanu i ustanowienia w Bangladeszu suwerennego kraju. Wejście Indii do klubu nuklearnego w 1974 roku przyczyniło się wzrostu napięć w regionie. Relacje między Indiami a sojuszem zaczęły się poprawiać po zatwierdzeniu przez Gandhi deklaracji ZOPFAN i po rozpadzie sojuszu SEATO w następstwie pakistańskich i amerykańskich porażek w tym regionie. Bliskie relacje Indii z Wietnamem i decyzja o uznaniu w 1980 roku Ludowej Republiki Kambodży oznaczało, że Indie i ASEAN nie były w stanie trwałego rozwoju partnerstwa.

#### Afryka
Niepodległe Indie były początkowo postrzegane jako główne państwo antykolonialne, wizerunek bezkompromisowego antykolonializmu zmienił się po polepszeniu kontaktów z brytyjską Wspólnotą Narodów i poparciu wobec liberalnych koncepcji Brytyjczyków wobec kolonii w Afryce Wschodniej, niemniej jednak Indie dalej uważane były za zagorzałego zwolennika ruchów antykolonialnych. Indie potępiły zbrojną walkę o niepodległość w Algierii i Kenii w przeciwieństwie do sąsiednich Chin, które popierały zbrojną walkę o niepodległość Afryki. Indie po udziale Nehru w kryzysie sueskim wyszły z izolacji i zwiększyły swoje stosunki z państwami Afryki. W czasie wojny chińsko-indyjskiej z 1962 roku Indie zostały poparte przez Etiopię, Kenię, Nigerię i Libię. Po tym jak premier została Gandhi, stosunki dyplomatyczne i gospodarcze z państwami afrykańskimi były kontynuowane. Gandhi rozpoczęła z kenijskim rządem współpracę rozwoju afrykańsko-hinduskiego. Rząd Indii planował osiedlanie się ludności indyjskiej w Afryce, a Gandhi uważała ludność pochodzenia indyjskiego w Afryce za „Ambasadorów Indii”. Plany te jednak nie powiodły się ze względu na masowy exodus Hindusów z Afryki do Wielkiej Brytanii w 1968 roku – w Ugandzie społeczność hinduska cierpiała brutalne represje ze strony reżimu Idi Amina.
W latach 70. Gandhi udało się odbudować wizerunek Indii w oczach państw afrykańskich. Zwycięstwo nad Pakistanem i posiadanie broni jądrowej wykazały wysoki stopień zaawansowania Indii. Ponadto zawarcie indyjsko-radzieckiego traktatu z 1971 roku i agresywna reakcja na to wydarzenie USA, które wysłały w pobliże Pakistanu Wschodniego uzbrojony okręt jądrowy Task Forces 74, pozwoliły odzyskać Indiom wizerunek państwa niezaangażowanego w zimną wojnę. Gandhi wspierała ruchy antykolonialne w Afryce i w przeciwieństwie do Nehru była nastawiona bardziej entuzjastycznie do walk antykolonialnych w Afryce. Stopniowo poparcie dla ruchów antykolonialnych zmalało ze względu na nieustanne konflikty Indii z Chińską Republiką Ludową. Zmiany te zatrzymały wzrost wpływów Indii w ruchach niepodległościowych Afryki i osłabiły geostrategiczną obecność Indii na kontynencie.

### Polityka gospodarcza
Przewodniczyła jako premier trzem planom pięcioletnim. Wszystkie zostały przeprowadzone jednak tylko jeden z nich odniósł pełny sukces, przekraczając zakładany wzrost.

#### Zielona Rewolucja, Czwarty i Piąty Plan Pięcioletni

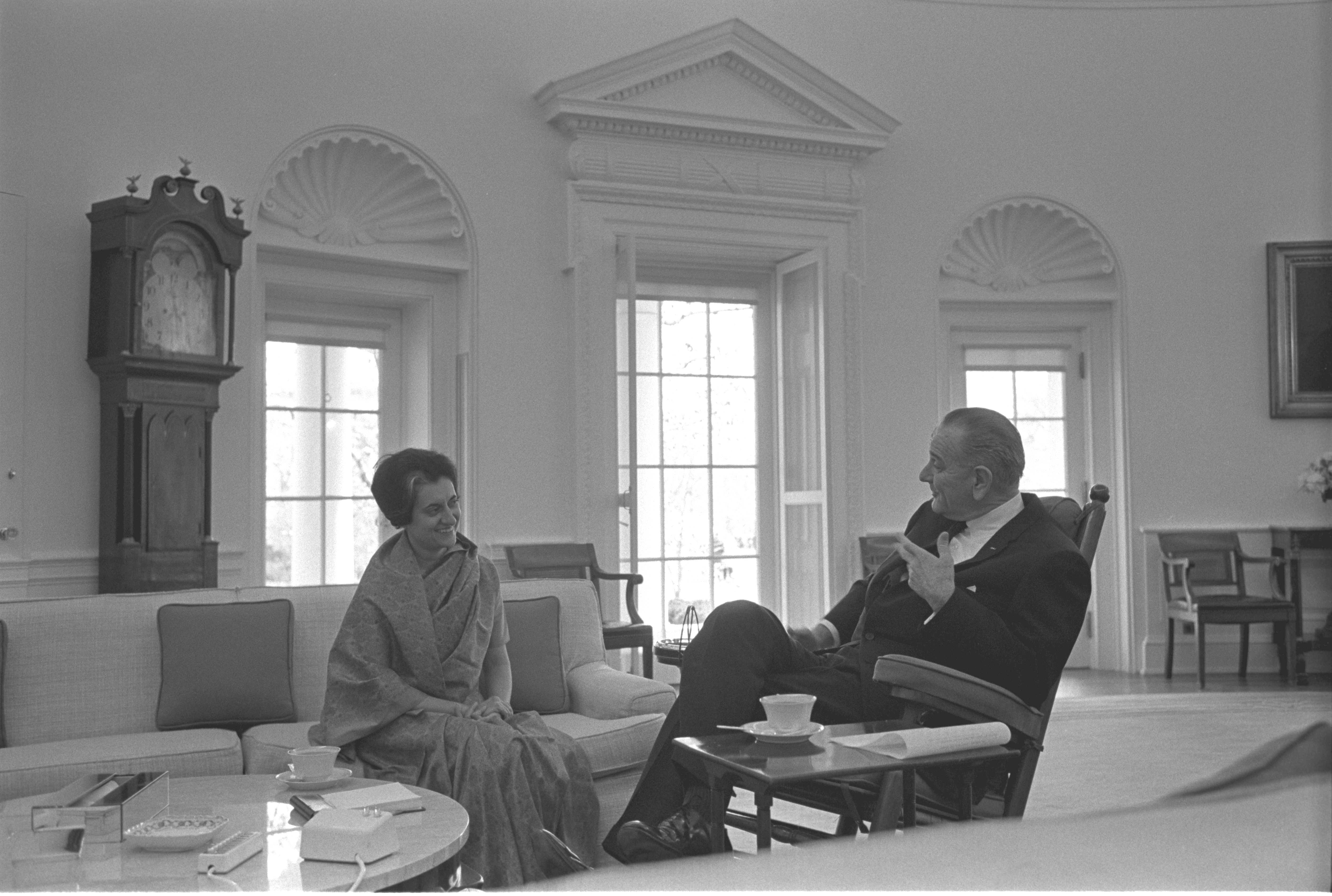
Indira Gandhi i Lyndon B. Johnson w marcu 1966 roku

Gandhi odziedziczyła po poprzednikach problemy gospodarcze; problemy fiskalne związane z wojną z Pakistanem z 1965 roku oraz kryzysem wywołanym suszą spowodowały najostrzejszą recesję od czasu uzyskania niepodległości. Rząd Gandhi zareagował na kryzys liberalizacją gospodarki, Gandhi zgodziła się na dewaluację waluty w zamian za przywrócenie pomocy zagranicznej. Kryzys udało się zakończyć w 1966 roku na przełomie lat 1966–1969 odnotowano wzrost na poziomie 4,1%. Wzrost został jednak zniwelowany przez rząd Stanów Zjednoczonych i Międzynarodowy Bank Rozwoju, zewnętrzna pomoc oznaczająca złagodzenie niskonakładowych kosztów dostosowania do liberalizacji gospodarki, nigdy nie została zrealizowana. Amerykańscy politycy krytykowali ograniczenia nałożone na gospodarkę. W tym samym czasie stosunki hindusko-amerykańskie uległy dalszemu pogorszeniu z powodu krytyki przez Gandhi amerykańskiego bombardowania Wietnamu, prezydent Johnson wstrzymał przesyłki ziarna aby zmusić Indie do poparcia USA w wojnie wietnamskiej. W tej sytuacji liberalizacja gospodarcza została porzucona, a sprzeciw dyplomacji wobec polityki USA i dewaluacja waluty zostały uznane za przejaw indyjskiej dumy narodowej. Po gorzkich doświadczeniach z prezydentem Johnsonem, Gandhi postanowiła nie żądać w przyszłości pomocy żywnościowej. Rząd Gandhi zaczął budowanie znacznych rezerw walutowych aby uniknąć uzależnienia od instytucji międzynarodowych. Kiedy po słabych zbiorach w 1972 roku zmalały zapasy żywności, rząd kupił pszenicę na rynku międzynarodowym, odrzucając pomoc amerykańską.
Okres 1967–1975 charakteryzują reformy socjalistyczne, w 1976 roku Indie oficjalnie uznane zostały za państwo socjalistyczne. Gandhi porzuciła program liberalizacji oraz rozbudowała sektor publiczny. W roku 1969 rozpoczęto czwartą pięciolatkę, a rząd ukierunkował wzrost na poziomie 5,7% oraz postawił sobie jako cel „wzrost stabilności i stopniowe osiąganie samodzielności”. Program podkreślił większą kontrolę państwa nad gospodarką. Polityka ta została sformułowana sześć miesięcy po powrocie Gandhi do rządu. Aby poradzić sobie z problemami żywnościowymi Indii, Gandhi rozszerzyła nacisk na rolnictwo, polityka ta zainicjowana została przez jej ojca, Jawaharlala Nehru. Rozwój rolnictwa określany jako Zielona Rewolucja zakończył się w 1970 roku i przekształcił Indie z kraju w dużej stopniu uzależnionego od importu zbożu i podatnego na głód na kraj który jest się w stanie w dużym stopniu wyżywić samodzielnie i zapewnił Indiom bezpieczeństwo żywnościowe. Gandhi w rozwoju rolnictwa widziała kres zależności Indii od USA. Wiele z innych celów planu gospodarczego zostało zrealizowanych, zlikwidowano m.in. przywileje dla przedstawicieli arystokracji wywodzące się z czasu systemu kastowego.
Piąty plan pięcioletni (1974–1979) został uchwalony w kontekście stanu wyjątkowego i programu z 1975 roku. W przeciwieństwie do odbioru wcześniejszych planów gospodarczych Gandhi ten był krytykowany za zbytnią pochopność. Gandhi obiecała zmniejszyć ubóstwo poprzez ukierunkowanie gospodarki na zwiększenie standardu życia biednych i wprowadzenia szerokich reform społecznych i gospodarczych. Rząd ustalił roczny wzrost o 4,4% w okresie planu. Działania rządu powstrzymały gospodarcze problemy z początku lat 70. Rząd w latach 1974–1979 był nawet w stanie przekroczyć zakładane tempo wzrostu z roczną wzrostu o 5,0–5,2%. W latach 1975–1976 gospodarka rosła w tempie 9%, a plan stał się pierwszym planem, w czasie realizacji którego dochód na osobę wzrósł o ponad 5%.

### W latach 80.
Gdy Gandhi została premier w 1980 roku ponownie odziedziczyła osłabioną gospodarkę. W poprzednim roku Indie pod rządami Partii Ludowej doznały najsilniejszej recesji (-5,2%) w historii współczesnych Indii i inflacji sięgającej 18,2%. Rząd ukierunkował w kolejnym planie gospodarczym średni wzrost na 5,2%, a w 1980 roku dzięki reformom inflacja spadła do 5%.
Mimo socjalistycznych poglądów Gandhi szósty plan pięcioletni był inny od wcześniejszych. Populistyczne programy zastąpił pragmatyzm. Gandhi postawiła na zaostrzenie wydatków publicznych, większą efektywność przedsiębiorstw państwowych, stymulowanie sektora prywatnego poprzez deregulację. Szósty plan okazał się najbardziej udanym z pięciu planów, wykazując w latach 1980–1985 średni wzrost 5,7%. Bezrobocie w latach 1971–1980 utrzymywało się na stałym poziomie 9%, W 1983 roku spadło do 8,3%.

### Polityka krajowa

#### Nacjonalizacja
Pomimo przepisów i kontroli wykonawczej Reserve Bank of India, większość banków w Indiach nadal była własnością prywatną. Przedsiębiorcy, byli właścicielami banków byli często oskarżani o opróżnianie depozytów w swoich przedsiębiorstwach, a większość ludności nie korzystała z usług bankowych, premier Gandhi wyraziła zamiar nacjonalizacji banków w celu zmniejszenia ubóstwa. Pomysł ten zyskał ogromne poparcie społeczne. W 1969 roku Gandhi znacjonalizowała czternaście głównych banków komercyjnych. Po nacjonalizacji banków, oddziały bankowe sektora publicznego w Indiach wzrosły do okola 800% depozytów. Nacjonalizacja spowodowała znaczący wzrost zasięgu geograficznego banków; liczba oddziałów banków wzrosła z 8.200 do ponad 62.000, z których większość została uruchomiona w dotąd niebankowych, obszarach wiejskich. Napęd nacjonalizacji nie tylko przyczynił się do zwiększenia oszczędności gospodarstw domowych, ale również znacznie inwestycji w sektorze nieformalnych oraz w małych i średnich przedsiębiorstwach, w rolnictwa oraz w znacznym stopniu przyczynił się do rozwoju regionalnego i do ekspansji przemysłowej i rolniczej bazy Indii. Nawet zagorzali krytycy Gandhi w tym lider opozycji w latach 70. Jayaprakash Narayan byli pod wrażeniem sprawnej nacjonalizacji banków.
Po wyborach w 1971 gdy Gandhi ponownie została premier rozpoczęła się nacjonalizacja węgla, stali, miedzi, rafinacji, bawełny i systemu ubezpieczeniowego. Większość z tych nacjonalizacji została wykonana w celu ochrony zatrudnienia i interesu pracowników. Pozostałe branże sektora prywatnego zostały umieszczone pod ścisła kontrolę regulacyjną. Podczas wojny z Pakistanem z 1971 roku prywatne zagraniczne firmy naftowe odmówiły dostarczenia paliwa dla indyjskiej marynarki i sił powietrznych, w odpowiedzi na to rząd Gandhi w 1973 roku znacjonalizował firmy naftowe. Po nacjonalizacji główne firmy naftowe, takie jak Indian Oil Corporation (IOC), Hindustan Petroleum Corporation (HPCL) i Bharat Petroleum Corporation (BPCL) w chwili zagrożenia miały zachować minimalny poziom zapasów ropy naftowej aby zaopatrzyć wojsko.

#### Reformy społeczne, administracja
W okresie rządów Gandhi do konstytucji indyjskiej została zapisana zasada równej płacy dla kobiet i mężczyzn. Gandhi kwestionowała przywileje dla indyjskiej arystokracji i forsowała równe prawa dla wszystkich obywateli. Arystokracja skupiona wokół Indyjskiego Zgromadzenia Ludowego i innych partii prawicowych, stała w opozycji do reformatorskich planów Gandhi. Wniosek o zniesienie przywilejów i oficjalnego uznania tytułów kastowych został postawiony przed parlament w 1970 roku. Ustawa nie została jednak przyjęta, reformy udało się zrealizować rok później i zostały one wprowadzone jako 26 poprawka do Konstytucji Indii. Pretekstem do nałożenia stanu wyjątkowego z 1975 roku była walka z ubóstwem w imię socjalistycznej misji Kongresu. Na mocy dekretów Gandhi rozpoczęła masowy program redystrybucji gruntów, mieszkań dla bezrolnych robotników, zniesienia niewolniczej pracy i długów ubogich. W centrum reform znalazły się Indie Północne gdzie rozdano miliony hektarów ziemi. Według Frankla trzy czwarte z czterech milionów domów trafiło w ręce bezrolnych robotników. Gandhi została skrytykowana przez opozycję za niezbyt dostateczne reformowanie własności ziemi.
Według indyjskiej konstytucji z 1950 roku Hindi miała stać się oficjalnym językiem narodowym. Nie zostało to jednak zaakceptowane przez wiele stanów które chciały korzystać z języka angielskiego. Gandhi w 1967 roku dokonała poprawki konstytucyjnej która de facto gwarantuje zastosowanie zarówno hindi i angielskiego jako języków urzędowych. W 1966 roku Gandhi zaakceptowała program reorganizacji stanu Pundżab. W ten sposób miało nie dochodzić do konfliktów między Hindusami a Sikhami zamieszkującymi ten region. Zwycięstwo nad Pakistanem w 1971 roku umożliwiło skonsolidowanie władzy indyjskiego Kaszmiru. Gandhi deklarowała, że w sprawie Kaszmiru nie będzie robić żadnych poważnych ustępstw. Lider kaszmirskich separatystów Sheikh Abdullah musiał uznać kontrolę Indii nad Kaszmirem. Sytuacja została znormalizowana kilka lat po wojnie, gdy Kaszmir uzyskał specjalny status autonomiczny. W 1975 roku Gandhi włączyła stany Dżammu i Kaszmir jako część Indii. Konflikt kaszmirski w okresie premierostwa Gandhi został zamrożony. W 1975 roku Indie zaanektowały Sikkim.

#### Bezpieczeństwo narodowe
W latach 60. i 70. rząd Gandhi zdławił powstania komunistyczne w stanie Bengal Zachodni. Indyjska partyzantka komunistyczna została niemalże całkowicie stłumiona w czasie stanu wyjątkowego.
W 1966 roku doszło do powstania Mizo, bojownicy Narodowego Frontu Mizo opanowali niemal cały region Mizoram. Armia indyjska rozpoczęła masowe uderzenia na tereny znajdujące się pod kontrolą bojówek, a bunt wkrótce został stłumiony. Do upadku separatystycznego zbrojnego ruchu Mizo doprowadziło powstanie proindyjskiego Bangladeszu i wojna z Pakistanem w 1971 roku. Mniej ekstremistyczni przywódcy Mizo podjęli się negocjacji, a Gandhi zmodernizowała Mizoram do statusu terytorium Indii. Niektórzy bojownicy kontynuowali walki w latach 70., ale oddziały partyzanckie były szybko rozbijane przez rząd. Konflikt Mizo został ostatecznie rozwiązany przez administrację syna Indiry, Rajiva Gandhiego, a dziś Mizoram jest uważany za jeden z najbardziej spokojnych regionów w Indiach północno-wschodnich.
W roku 1970 doszło do powstania w Nagaland. Powstańcy w większości poddali się w czasie stanu wyjątkowego, w 1975 roku w Shillong podpisano porozumienie pokojowego. Umowa ta została uznana za zwycięstwo indyjskiego rządu i zakończyła ostatni z dużych konfliktów. Od tamtej pory w regionie dość rzadko dochodzi do walk wywoływanych przez tamtejszych maoistowskich separatystów lub waśni etnicznych.

### Stan nadzwyczajny, aresztowanie i powrót na stanowisko, zabójstwo premier
Gandhi mimo wewnętrznych podziałów w partii odniosła miażdżące zwycięstwo w wyborach w 1971 roku kiedy forsowała politykę walki z ubóstwem znaną jako Garibi Hatao. W 1975 premier została oskarżona o złamanie zasad kampanii wyborczej. W czerwcu 1975 roku opozycja wezwała Gandhi do dymisji i zarzuciła jej oszustwa wyborcze. Gandhi zapowiedziała apelację do Sądu Najwyższego. Wyrok Sądu Najwyższego uznał ją winną nieuczciwych praktyk wyborczych, nadmiernych wydatków wyborczych oraz wykorzystania urzędników do celów partyjnych. Sędzia odrzucił jednak zarzuty korupcji stawiane przez opozycję. W obliczu narastającego chaosu rząd zwołał decyzję o zwołaniu stanu nadzwyczajnego. W roku 1977, po dwukrotnym przedłużeniu stanu wyjątkowego Gandhi zwołała wybory które wygrała opozycyjna Partia Ludowa.
W czasie wyborów w 1977 roku Kongres podzielił się na frakcje popierające Gandhi i jej przeciwników. Sama Gandhi po przejęciu władzy przez opozycję na polecenie ministra spraw wewnętrznych Charana Singha została aresztowana, a długotrwały proces pozwolił jej na zdobycie wielu zwolenników. Gandhi oskarżona została o zwalczanie opozycji w czasie trwania stanu nadzwyczajnego. Aresztowanie Gandhi i jej syna Sanjaya spowodowało jej automatyczne usunięcie z parlamentu. Gandhi została jednak uniewinniona z zarzutów. W 1979 roku w czasie jej wizyty w Madurai doszło do nieudanego zamachu na jej życie. Kongres Narodowy powrócił do władzy w styczniu 1980 roku, a Indira Gandhi ponownie została premierem rządu.
W roku 1984 w mieście Amritsar w Pendżabie doszło do bitwy między armią Indii a ekstremistami sikhijskimi na czele z Jarnailem Singhiem Bindrwale. Terroryści sikhijscy zdobyli Złotą Świątynię. Premier Gandhi 6 czerwca nakazała zająć świątynię będącą siedzibą ekstremistów. W czasie akcji zginął m.in. lider separatystów. Gandhi została zastrzelona na terenie własnej rezydencji przez sikhów – swoich dwóch ochroniarzy: Beanta Singha, który zginął tego samego dnia z rąk ochroniarzy, i Satwanta Singha. Okoliczności zamachu wskazują na istnienie spisku z udziałem osób odpowiedzialnych za ochronę Indiry Gandhi, w odwecie za operację Niebieska Gwiazda w Amritsarze. Już po zamachu doszło do pierwszych zamieszek skierowanych przeciwko sikhom. W związku z jej śmiercią w Indiach ogłoszono 12–dniową żałobę narodową i odwołano wydarzenia rozrywkowo–kulturalne oraz zamknięto urzędy i instytucje publiczne. Żałobę narodową ogłoszono również na Kubie (4 dni), w Pakistanie (3 dni), Brazylii (3 dni), Nikaragui (3 dni), Portugalii (2 dni), Jugosławii (1 dzień) i Bułgarii (1 dzień).
W pogrzebie Indiry Gandhi wzięły udział oficjalne delegacje z całego świata, m.in. premier Japonii Yasuhiro Nakasone, prezydent Pakistanu Muhammad Zia ul-Haq, premier Portugalii Mário Soares, prezydent Zambii Kenneth Kaunda, prezydent Tanzanii Julius Nyerere, premier Zimbabwe Robert Mugabe, premier Nowej Zelandii David Lange, książę Niderlandów Claus, premier Nepalu Lokendra Bahadur Chand, premier Francji Laurent Fabius, premier Grecji Andreas Papandreu, premier Hiszpanii Felipe González, sekretatz stanu USA George Shultz, minister spraw zagranicznych RFN Hans-Dietrich Genscher, premier ZSRR Nikołaj Tichonow, pierwsza dama Filipin Imelda Marcos, sekretarz generalny ONZ Javier Pérez de Cuéllar, w tym delegacja Polski z przewodniczącym Rady Państwa PRL prof. Henrykiem Jabłońskim na czele. Po pogrzebie w Indiach doszło do zamieszek między Hindusami a sikhami.
Satwant Singh i Kehar Singh (który zaplanował zamach) zostali skazani na karę śmierci. Obu powieszono 6 stycznia 1989 w więzieniu Tihar.

## Spuścizna
Do dzisiejszego dnia rządy Indiry Gandhi są różnie oceniane. Mimo że miała silną osobowość, a jej rządy cieszyły się poparciem wielu grup społecznych w Indiach (szczególnie ludzi młodych i biednych), to wprowadzenie przez nią stanu wyjątkowego było kontrowersyjne i zdaniem jego przeciwników dokonane w celu ochrony własnej osoby.
Jej obaj synowie Sanjay i Rajiv byli związani z polityką. Sanjay Gandhi zginął w katastrofie lotniczej w czerwcu 1980 roku. Rajiv Gandhi wkroczył w świat polityki w lutym 1981 roku. Po śmierci swojej matki został premierem, ale spotkał go taki sam los: w maju 1991 zginął z rąk Tamilskich Tygrysów. Wdowa po nim, a zarazem synowa Indiry Gandhi, Sonia Gandhi poprowadziła partię do niespodziewanego zwycięstwa w wyborach do Lok Sabha (niższej izby indyjskiego parlamentu) w 2004 roku. Zwycięstwo Gandhi było końcem rządów dla premiera Atal Bihari Vajpayee i Narodowego Związku Demokratycznego (National Democratic Alliance). Sonia Gandhi nie skorzystała jednak z okazji i nie objęła stanowiska szefa rządu. Nowym premierem został dr Manmohan Singh.

## Poglądy
Istnieje debata nad tym czy Gandhi pozostawała socjalistką ze względu na przekonania czy ze względów politycznych.
Sunanda K. Datta-Ray opisał ją jako „mistrza retoryki ... często ideologii niż polityki”, a dziennikarz Times, Peter Hazelhurst, zażartował, że socjalizm Gandhi był „lekko w lewo we własnym interesie”.
Krytycy wytykający jej zmienność poglądów koncentrują się na sprzeczności w rozwoju jej postawy wobec komunizmu; Gandhi w latach 50. była znana z postawy antykomunistycznej. W jej późniejszym życiu utrzymywała jednak bliskie stosunki z indyjskimi komunistami nawet podczas tłumienia przez armię powstań naksalitów. W tym kontekście, Gandhi została oskarżona o prowadzenie populistycznej polityki realizowanej w zależności do własnych potrzeb, pozornie będąc przeciwko bogatym i dużym firmom, w praktyce zachowując status quo, krytycy zarzucają jej manipulowaniem poparciem lewicy w czasie politycznej niestabilności końca lat 60.
Chociaż Gandhi pozostawała w silnej opozycji do prawicowych i reakcyjnych ugrupowań politycznych Indii, istniała też lewicowa opozycja wobec jej polityki. W 1969 roku lewicowi krytycy zaczęli oskarżać ją o nieszczerość i makiawelizm. W latach 80. Gandhi po rozpoczęciu reform gospodarczych została oskarżona o „zdradę socjalizmu”.
Jej entuzjaści natomiast uważają, że Gandhi była szczerze oddana swoimi poglądom i sprawom socjalizmu. Niezależnie od dyskusji nad jej poglądami Gandhi pozostaje jedną z ikon lewicy.

## Wyróżnienia
- doktorat honoris causa Uniwersytetu Karola w Pradze
- Bharat Ratna (1971)

## Niektóre publikacje
- Selected Speeches of Indira Gandhi January 1966 – August 1969 (Nowe Delhi 1971)